# André Frénaud
André Frénaud (* 26. Juli 1907 in Montceau-les-Mines; † 21. Juni 1993 in Paris) war ein französischer Lyriker und Essayist.

## Leben
Frénaud studierte in Paris Philosophie und Jura. 1930 wurde er Lektor für französische Sprache an der Universität Lwow. 1937 nahm er eine Stelle im französischen Verkehrsministerium an, die er bis 1967 innehatte.
1939 wurde Frénaud zum Kriegsdienst eingezogen und kam in deutsche Kriegsgefangenschaft. Seine Poèmes de Brandebourg, die diese Zeit reflektieren, machten ihn als Schriftsteller bekannt. 1942 gelang ihm mit falschen Papieren die Flucht nach Frankreich. In den Folgejahren publizierte er in Untergrundverlagen seines Freundes Paul Éluard unter dem Pseudonym Benjamin Phelisse.
Er war bekannt mit Malern wie Joan Miró, Antoni Tàpies, Eduardo Chillida und Maria Helena Vieira da Silva,
die Illustrationen zu seinen Gedichten schufen. Unter dem Titel Ubac et les fondements de son art veröffentlichte er 1985 eine Sammlung von Essays über Jean René Bazaine und Raoul Ubac.
1973 erhielt Frénaud den Grand Prix de Poésie de l'Académie française, 1985 den Grand Prix national de Poésie. Im Jahr 1987 war er poète invité beim Festival von Avignon. Seine Gedichte wurden u. a. von Giuseppe Ungaretti, Franco Fortini und Eugenio Montale übersetzt. In deutscher Sprache erschien bislang nur die Gedichtauswahl Quelle der Quellen (1962) in der Übersetzung von Paul und Marlies Pörtner bei Luchterhand, damals Neuwied und Spandau.

## Werke
- Poèmes d'Avant-Guerre, 1938–1939
- Poèmes de Brandebourg
- Les Rois Mages, 1943
- Poèmes de dessous de plancher, 1949
- Agonie du général Krivitski, 1960
- II n'y a pas de paradis, 1962
- La Sainte Face, 1968.
- La Sorcière de Rome, 1973.
  - Die Hexe Roms: Gedichte. Lama, Wien, Edition per procura. 2002, ISBN 3-901118-48-9.
- Notre inhabileté fatale, 1979.
- La vie comme elle tourne. Maeght Éditeur, Paris 1979.
- Haeres, 1982.
- Ubac et les fondements de son art, 1985.
- Nul ne s'égare, 1986.